# (7030) Colombini
(7030) Colombini est un astéroïde de la ceinture principale.

## Description
(7030) Colombini est un astéroïde de la ceinture principale. Il fut découvert le 18 décembre 1993 à Stroncone par l'Observatoire astronomique Santa Lucia de Stroncone. Il présente une orbite caractérisée par un demi-grand axe de 2,44 UA, une excentricité de 0,24 et une inclinaison de 9,3° par rapport à l'écliptique.

## Compléments